# Хламідіоз

Смертність від хламідіозу у світі за країнами (осіб на 100 000 населення, 2004 рік)
нема даних
≤10
10-20
20-30
30-40
40-50
50-60
60-70
70-80
80-90
90-100
100-110
більше 110

Хламідіоз або урогенітальний хламідіоз — поширене інфекційне захворювання, що передається статевим шляхом. Часто спостерігають у чоловіків (негонорейний уретрит, епідидиміт, орхіепідидиміт, проктит тощо), жінок (кольпіт, цервіцит, ерозії, уретрит, сальпінгіт тощо) і навіть у новонароджених (зараження відбувається під час пологів). Хламідіоз на сьогодні є одним з найпоширеніших захворювань, що передаються статевим шляхом. Щорічно 357 млн випадків серед ЗПСШ в світі припадає на 4 хвороби: урогенітальний хламідіоз, гонорею, сифіліс та трихомоноз. Найчастіше відбувається ураження органів сечостатевої системи, рідше очей і суглобів.

## Етіологія
Хламідіоз спричинюють хламідії — грамнегативні бактерії, які паразитують усередині клітин епітелію, що вистилає сечостатевий тракт.

## Епідеміологія
Хламідіоз передається практично тільки статевим шляхом. Джерелом є хвора людина з різними проявами від маніфестних до субклінічних (без симптоматики).

## Патогенез
Запальний процес розвивається після потрапляння хламідій на чутливий до них циліндричний епітелій (у чоловіків — слизова уретри і прямої кишки, у жінок — слизова цервікального каналу, уретри і прямої кишки). Надалі процес може перейти на навколишні органи, зумовлюючи в них відповідну патологію. У хворих на урогенітальний хламідіоз та їхніх статевих партнерів нерідко спостерігають супутні запальні процеси іншої локалізації, що виникають при потраплянні збудника з сечостатевих органів на слизові оболонки інших органів: очей, носоглотки, прямої кишки.
У чоловіків, крім запалення сечовивідного каналу, хламідії є однією з основних причин запалення яєчка (орхіт), частою причиною простатиту, безпліддя, хронічного запалення суглобів (хвороба Рейтера).
У жінок хламідії можуть спричинити запальні захворювання органів малого тазу (ендометрит, сальпінгіт, сальпінгоофорит), бути причиною позаматкової вагітності, викиднів, хронічного болю, безпліддя.
У немовлят, народжених інфікованими жінками, часто розвивається хламідійне запалення очей і легенів.

## Клінічні прояви
Інкубаційний період триває від 7 до 30 днів. Діапазон клінічних проявів урогенітальної хламідійной інфекції достатньо широкий: від виражених запальних явищ до відсутності якої-небудь симптоматики.
Клінічні прояви урогенітального хламідіоза у чоловіків і у жінок мають свої особливості через відмінності в локалізації первинних вогнищ ураження (сечовипускний канал у чоловіків, цервікальний канал у жінок). Найбільш раннім клінічним проявом урогенітального хламідіозу в чоловіків є запалення сечовипускного каналу. Початок клінічних проявів варіює від явної запальної реакції, що супроводжується рясними виділеннями з сечовипускного каналу (гострий перебіг) до мізерних, ледве помітних слизових виділень без характерних ознак запалення (підгострий або торпідний перебіг). У останньому випадку хворі часто не звертаються по медичну допомогу, що веде до хронізації процесу і розвитку ускладнень. Окрім виділень хворих може турбувати свербіння у кінцевих відділах сечовипускного каналу, незначні різі при сечовипусканні.
Часто хламідіоз перебігає безсимптомно і хворі звертаються до лікаря, коли вже проявляються серйозні ускладнення, зокрема, імпотенція та безпліддя. Захворювання хламідіозом протягом тривалого часу призводить до зниження лібідо та потенції при тому, що на ранніх стадіях захворювання через подразнення збудниками хламідіозу статевого та сечовивідного тракту лібідо може дещо підвищуватись. Тривалий хронічний хламідіоз може призвести до хвороби Рейтера.
У жінок інфекція, як правило, перебігає з мінімальними проявами, а деколи і зовсім безсимптомно. Спочатку розвивається запалення сечовипускного і/або цервікального каналу. Хворих може турбувати свербіння в уретрі, біль при сечовипусканні, іноді прискорені позиви на сечовипускання. Проявами запалення цервікального каналу можуть бути відчуття вологості в статевих органах, відчуття тяжкості з невеликими болями, незначні вагінальні виділення. Проте найчастіше запалення розвивається без клінічних проявів, жінки не звертаються по медичну допомогу, що приводить до розвитку важких ускладнень. Часто саме клінічні прояви ускладнень хламідійной інфекції (запалення маткових труб, яєчників, безпліддя) примушують жінок звертатися до лікаря.
У хворих на хламідіоз дуже часто виявляють інших збудників хвороб, що передаються статевим шляхом, зокрема — трихомонозу. Зараження збудником хламідіозу в переважній більшості випадків відбувається разом з зараженням іншими збудниками хвороб, які передаються статевим шляхом, що, в свою чергу, утруднює діагностику та лікування хламідіозу. Рідше хламідіоз проявляється як моноінфекція без присутності інших ЗПСШ.

## Діагностика
Діагностика ґрунтується на даних анамнезу (тривало хворіють обидва партнери, безплідність). Остаточний діагноз встановлюють при виявленні хламідій у виділеннях з каналу шийки матки, вагіни, уретри. Використовують імунофлюоресцентні методи.
Для виявлення хламідіозу також використовують серологічний метод дослідження, який полягає у виявлення в крові антитіл до збудника хламідіозу — хламідій. Найчастіше на сьогодні використовують ІФА. При цьому лікар враховує рівень імунітету хворого: при послабленому імунітеті та наявному хламідіозі рівень антитіл до хламідіозу може бути незначним, і через те, серологічний аналіз може показувати сумнівні результати. Здійснювати перевірку на вилікування хламідіозу серологічним методом можна після певного тривалого часу, який може досягати декількох місяців, після помітного зниження рівня антитіл в крові при умові, що хламідіоз вилікуваний та не було повторного зараження хламідіями. При цьому слід враховувати, що відносно високий рівень антитіл класу IgG до збудника хламідіозу може тривалий час залишатися в сироватці крові пацієнта і після його видужування.

## Лікування
При підозрі на хламідійну інфекцію або розвиток запальних захворювань сечостатевих органів і безпліддя необхідно звернутися до фахівця для обстеження і лікування. При виявленні хламідійної інфекції необхідне обов'язкове обстеження і лікування всіх осіб, що мали з хворим статеві контакти, незалежно від наявності у них клінічних проявів. На час лікування забороняють статеве життя, вживання алкогольних напоїв, гострої їжі, тривалі фізичні та психічні перевантаження. Для лікування використовують антибіотики з групи макролідів, фторхінолонів, тетрациклінів. Іноді потрібно декілька курсів антибіотикотерапії. Для ефективного лікування хламідіозу доцільно одночасно використовувати два антибіотика, які належать до різних груп антибіотиків. При необхідності, особливо при тривалому перебігу інфекції, проводять імунотерапію. Окрім цього, при розвитку ускладнень проводять симптоматичне їх лікування.
Складність лікування хламідіозу дуже часто пов'язана з одночасним невиявленим та невилікуваним трихомоніазом, збудник якого значно більший розмірами, захоплює хламідії всередину, чим унеможливлює дії на них антибіотиків. Найчастішою причиною неуспішного лікування хламідіозу є не вилікуваний трихомоніаз. Щоб вилікувати хламідіоз з одночасно наявним трихомоніазом, необхідно спершу виявити та вилікувати трихомоніаз, лікування якого внаслідок стійкості до препаратів також може бути тривалим. Діагностування трихомоніазу часто дуже утруднене на тлі мертвих клітин епітелію та наявності атипових форм збудника трихомоніазу, якого дуже важко виявити за допомогою мікроскопа. При невилікованому трихомоніазі серологічний метод виявлення антитіл до хламідіозу в крові після лікування хламідіозу антибіотиками показує незначний рівень антитіл, який з часом зростає при повторному дослідженні крові серологічним методом через певний проміжок часу. При цьому слід враховувати можливість повторного зараження пацієнта хламідіозом, так як зростання антитіл до хламідіозу в крові може пояснюватись новим зараженням хламідіями, а не старим невилікуваним хламідіозом через наявність у хворого трихомонад.
В деяких рідких випадках труднощі лікування хламідіозу можуть бути спричинені стійкими до антибіотиків хламідіями та(або) наявністю інкапсульованих вогнищ хламідійного захворювання, в які не проникають антибіотики.

## Профілактика
Використання при сексуальних контактах презервативів. Широке обстеження на хламідії: обов'язковому обстеженню підлягають жінки при перериванні вагітності і при пологах, а також пари, що звертаються з приводу безпліддя.